# Рудник Гера
Рудник Гера – колишній гірничодобувний майданчик на сході Австралії.
Перші ознаки поліметалічної мінералізації в районі майбутнього рудника виявили у 1984 році, а в 2001-му додаткова розвідка встановила наявність тут комерційно привабливого родовища. Перший видобуток припав на осінь 2014-го, а навесні наступного року рудник перейшов до повноцінної розробки .
Роботи велись підземним способом з використанням транспортного ухилу (можливо відзначити, що за результами розвідки встановили поширення покладів на глибину до 674 метрів). Вилучену руда спрямовували на зведену в комплексі з рудником збагачувальну фабрику Гера, яка випускала свинцево-цинковий концентрат та золото. 
В 2020, 2021 та 2022 роках фактичний видобуток копальні становив 410, 446 та 463 тисячі тонн руди відповідно, при цьому видобуток золота стрімко знижувався – з 1,4 до 0,5 тонн на рік (випуск свинцево-цинкового концентрату при цьому навіть зріс з 42 до 51 тисячі тонн).
Навесні 2023-го рудник припинив видобуток, вилучивши за період розробки 3,2 млн тонн руди (можливо відзначити, що до початку робіт ресурси родовища оцінювались у 8 млн тонн руди).
Проектом опікувалась компаіня Aurelia Metals Limited, яка невдовзі після закриття Гери ввела в дію за кілька кілометрів південніше рудник Федерейшен.